# 바랑기아인
바랑기아인 또는 바랑인(고대 노르드어: væringjar, 그리스어: Βάραγγοι, Βαριάγοι, 동슬라브어: варяги)은 주로 9세기에서 10세기에 동쪽 및 남쪽으로 이주하여 지금의 러시아, 벨라루스, 우크라이나 일대에 정착한 북게르만족의 일파를 말한다. 주로 상업, 노략질, 방랑민으로 활약했으며 카스피해에서 콘스탄티노폴리스에 이르는 지역에 걸쳐 살았다. 키예프 루스와 류리크 왕조를 건설한 루스인들도 본래는 바랑기아인의 일파였으나 토착 동슬라브인들과 결합되면서 바랑기아인들과는 독자적인 정체성을 지니게 되었다.
동로마 제국에서 용맹스러운 용병이자 제국 황제의 친위대인 바랑기아 친위대로 활약했으며 13세기에 이르러 스칸디나비아반도와는 단절되었다.

## 같이 보기
- 루스인
- 바랑기아 친위대